# Quảng Tín
Quảng Tín là một xã thuộc huyện Đắk R'lấp, tỉnh Đắk Nông, Việt Nam.

## Địa lý
Xã Quảng Tín nằm ở phía tây huyện Đắk R'lấp, có vị trí địa lý:
- Phía đông giáp các xã Kiến Thành và Đắk Sin
- Phía tây giáp xã Đắk Ru và huyện Tuy Đức
- Phía nam giáp các xã Đắk Ru và Đắk Sin
- Phía bắc giáp huyện Tuy Đức.

Xã có diện tích 51,53 km², dân số năm 2019 là 12.378 người, mật độ dân số đạt 241 người/km².

## Lịch sử
Xã Quảng Tín được thành lập ngày 13 tháng 6 năm 1965 trước 30 tháng 4 năm 1975 có tên gọi là Kiến Tín thuộc quận Kiến Đức, tỉnh Quảng Đức.
Ngày 14 tháng 4 năm 1976 được đổi tên từ xã Kiến Tín thành xã Quảng Tín thuộc huyện Đắk Nông, tỉnh Đắk Lắk.
Ngày 22 tháng 2 năm 1986, Hội đồng Bộ trưởng ban hành Quyết định 19-HĐBT. Theo đó, chuyển xã Quảng Tín về huyện Đắk R'lấp mới thành lập.
Ngày 26 tháng 5 năm 1992, Ban Tổ chức Chính phủ ban hành Quyết định số 313-TCCP. Theo đó, thành lập xã Đắk Sin trên cơ sở 12.600 ha diện tích tự nhiên và 1.349 người của xã Đạo Nghĩa, 5.400 ha diện tích tự nhiên của xã Quảng Tín.
Sau khi điều chỉnh địa giới hành chính, xã Quảng Tín còn lại 33.600 ha diện tích tự nhiên và 1.293 người.
Ngày 29 tháng 8 năm 2003, Chính phủ ban hành Nghị định 100/2003/NĐ-CP. Theo đó, thành lập xã Đắk Ru trên cơ sở 8.969 ha diện tích tự nhiên và 6.537 người của xã Quảng Tín.
Sau khi điều chỉnh địa giới hành chính, xã Quảng Tín còn lại 19.566 ha diện tích tự nhiên và 8.410 người.
Ngày 22 tháng 11 năm 2006, Chính phủ ban hành Nghị định 142/2006/NĐ-CP. Theo đó:
- Thành lập xã Đắk Ngo trên cơ sở điều chỉnh 2.249 ha diện tích tự nhiên của xã Đắk Ru, 14.537 ha diện tích tự nhiên và 3.029 người của xã Quảng Tín
- Chuyển xã Đắk Ngo về huyện Tuy Đức mới thành lập.

Sau khi điều chỉnh địa giới hành chính, xã Quảng Tín còn lại 5.153 ha diện tích tự nhiên và 12.378 người.